# Rennaz
Rennaz é uma comuna da Suíça, situada no distrito de Aigle, no cantão de Vaud. Tem 2,21 km² de área e sua população em 2018 foi estimada em 826 habitantes.